# Bitwa pod Mścisławiem
Bitwa pod Mścisławiem – jedno ze starć wojny litewsko-moskiewskiej lat 1500–1503, stoczone 4 listopada 1501 roku w pobliżu mścisławskiego zamku.
Wojska moskiewskie i siewierskie, dowodzone przez (odpowiednio): wojewodów Woroncowa i Dawidowa, księcia starodubskiego Siemiona Możajskiego, kniazia Wasyla Szemiaczyca i kniazia Aleksandra Chochołkowa-Rostowskiego, wyprowadziły pomocnicze uderzenie na Mścisław, odciążając tym działaniem moskiewskie uderzenie na Smoleńsk.
W bitwie rozgromiły one wojska mścisławskie i litewskie pod dowództwem kniazia mścisławskiego Michaiła Izasławskiego i wojewody Eustachego Daszkiewicza, które wyszły im na spotkanie z mścisławskiego zamku. Straty wojsk mścisławsko-litewskich dosięgły, jeśli wierzyć latopisom, siedmiu tysięcy żołnierzy; utraciły one również wszelkie sztandary. Ocalałe szczątki armii litewskiej schroniły się w twierdzy mścisławskiej, którą udało im się obronić przed szturmującym nieprzyjacielem. Nie są znane straty strony atakującej.
Po nieudanej próbie zdobycia zamku i na skutek efektywnej odsieczy wojsk hetmana wielkiego litewskiego Stanisława Janowicza Kieżgajły wojska moskiewskie zmuszone zostały do odwrotu. Wycofały się, pustosząc w odwecie okolicę.